# Morro do Outeiro
O Morro do Outeiro é uma área verde de 440 mil m² localizada em Jacarepaguá, próximo ao Complexo Cidade dos Esportes e ao Complexo do Riocentro. O morro foi uma das sedes dos Jogos Pan-americanos de 2007, no Rio de Janeiro, abrigando provas de ciclismo (mountain bike e BMX).